# Парсънов хамелеон
Парсънов хамелеон (Calumma parsonii) е вид влечуго от семейство Хамелеонови (Chamaeleonidae). Видът е почти застрашен от изчезване.

## Разпространение
Разпространен е в Мадагаскар.